# Helix (Oregon)
Helix è una città degli Stati Uniti d'America situata nell'Oregon, nella Contea di Umatilla.